# Qiu Huadong
Qiu Huadong (átírással: Csiu Hua-tung; 1969–), a henan tartományi Xixia megye szülötte, a hszincsiangi Csangjiban született, kínai író, az irodalomtudományok doktora, a Kínai Írószövetség titkárságának titkára, a Népi irodalom magazin főszerkesztő-helyettese és a Lu Xun Irodalmi Akadémia ügyvezető alelnöke. Megnyerte a Zhuang Zhongwen Irodalmi Díjat.

### Magyarul megjelent
- Az idő foglyai (时间的囚徒, Shíjiān de qiútú) – Kocsis Kiadó, Budapest, 2024 · ISBN 9786156372956 · Fordította: Yu-Barta Erika

## Fordítás
- Ez a szócikk részben vagy egészben  a   Qiu Huadong című kínai Wikipédia-szócikk fordításán alapul.  Az eredeti cikk szerkesztőit annak laptörténete sorolja fel. Ez a jelzés csupán a megfogalmazás eredetét és a szerzői jogokat jelzi, nem szolgál a cikkben szereplő információk forrásmegjelöléseként.